# 瓜地馬拉咖啡產業

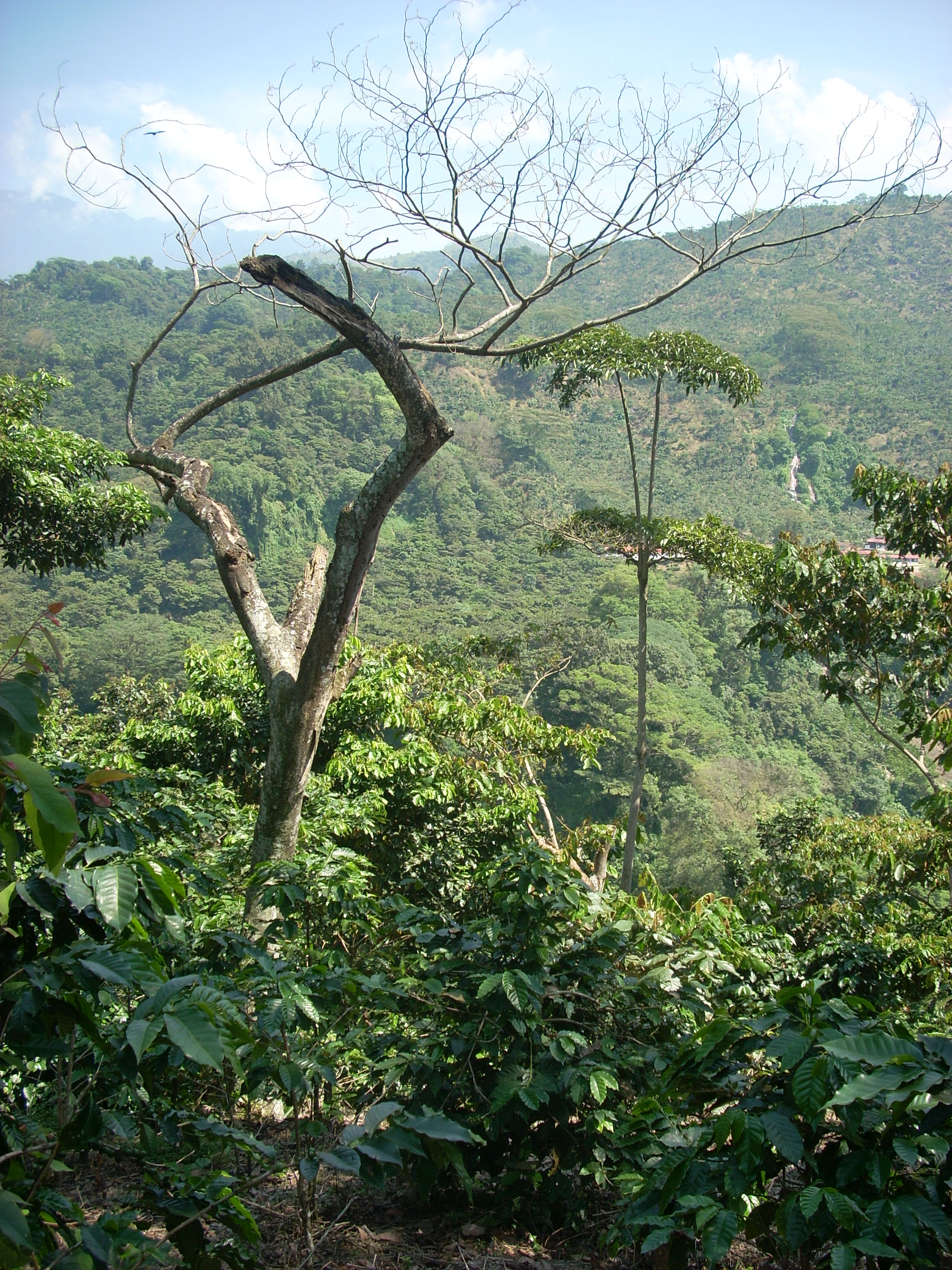
位於聖拉斐爾彼德拉庫埃斯塔的梅賽迪塔（Las Merceditas）咖啡種植園。

瓜地馬拉咖啡產業的發展可以追溯到1850年代。咖啡生產是瓜地馬拉經濟的重要支柱。
瓜地馬拉在20世紀的大部分時期以及21世紀初期是中美洲排行第一的咖啡生產國，直到2011年瓜地馬拉咖啡的龍頭地位才被宏都拉斯咖啡取代。官方的統計數字沒有列計非法銷往宏都拉斯與墨西哥的咖啡出口。

## 地理
在瓜地馬拉，最適宜咖啡健康成長、結實豐碩的溫度大約介於16至32 °C（60至90 °F）之間。種植在高度高於海平面500—700（1,600—2,300英尺）左右的咖啡，幼苗一定要得到良好遮蔭。而位在平均海拔高度1,500（4,900英尺）左右的種植園，須備有防風設備抵禦寒冷的北風。總體而言，瓜地馬拉大多數的咖啡種植園都位於海拔高度500—5,000（1,600—16,400英尺）之間。

## 歷史

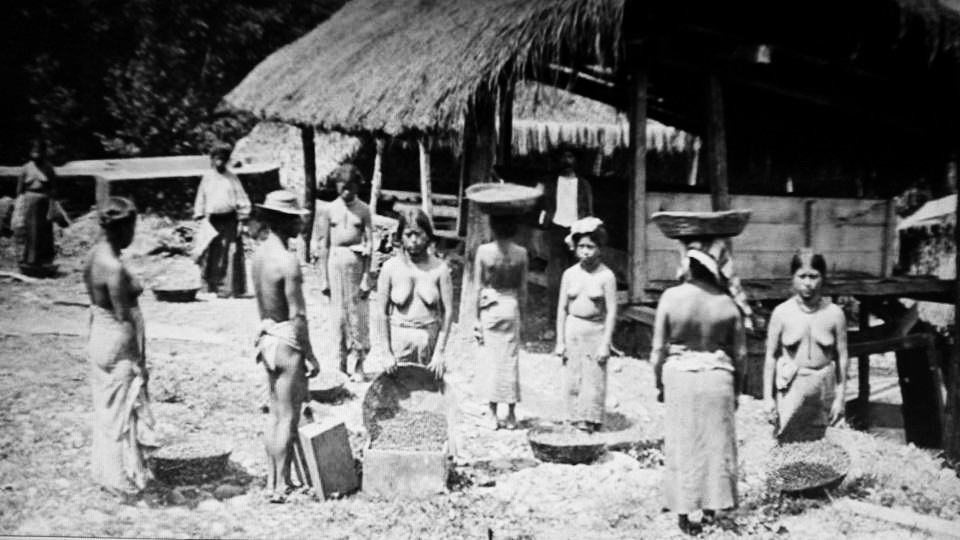
咖啡種植園的原住民勞工，攝於1875年。

瓜地馬拉的咖啡產業源於1850年代、1860年代左右，早期咖啡和胭脂蟲一起混合培養，小型種植園散佈於西南部的阿馬蒂特蘭、舊瓜地馬拉等地，當時因缺乏知識與技術，咖啡成長緩慢。早期許多咖啡農仰賴向家人借貸來周轉咖啡莊園的財務，但後來隨著外國公司的資金投入，這些外國公司逐步買下種植園，接掌了瓜地馬拉的咖啡生產。
由於咖啡生產為勞力密集產業，缺工是瓜地馬拉咖啡急速增產的主要障礙。1887年，瓜地馬拉咖啡生產逾22,000,000（48,500,000磅）。至1891年，則生產逾24,000,000（52,000,000磅）。自1879年至1883年，瓜地馬拉出口咖啡133,027,289（293,274,971磅）。至1902年，世界上最重要的幾家種植園都座落在瓜地馬拉的西南岸。
瓜地馬拉有許多適合種植咖啡的土地，其中又依氣溫分區種植不同種類，較宜地的咖啡品種。咖啡的主要栽植地區有阿馬蒂特蘭、薩卡特佩克斯省、索洛拉省、雷塔盧萊烏省、克薩爾特南戈省、聖馬科斯省與上維拉帕斯省等省分。瓜地馬拉市、奇馬爾特南戈、維拉帕斯等舊城周圍也有栽植咖啡。

## 瓜地馬拉咖啡協會

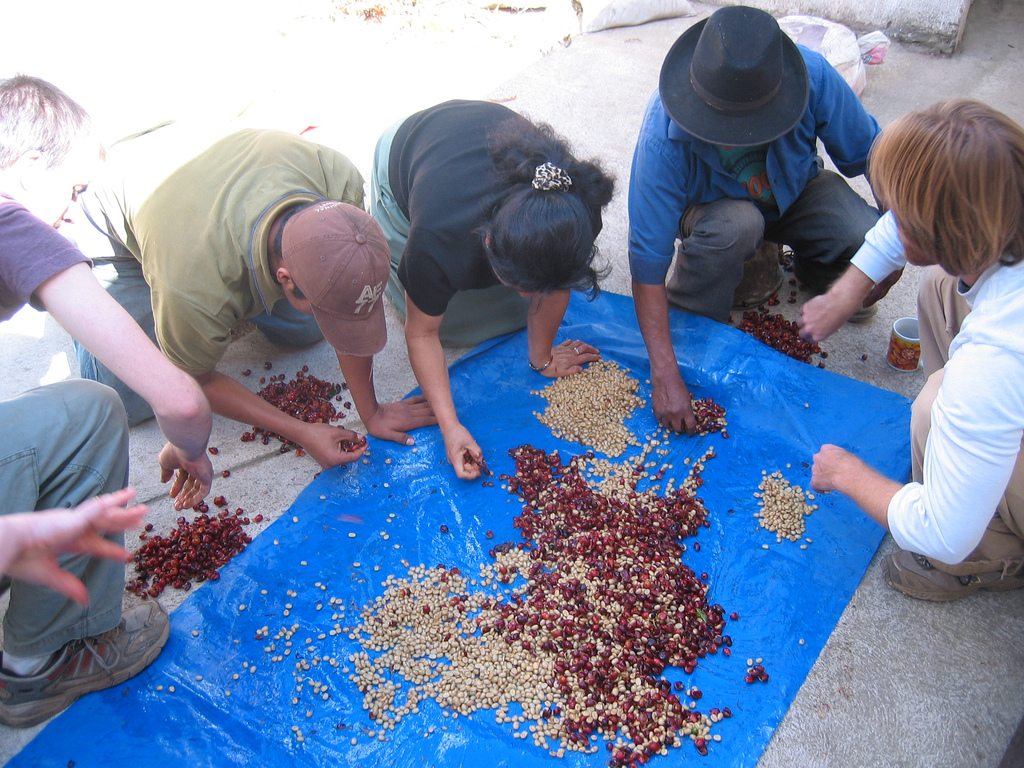
分類中的瓜地馬拉咖啡。

瓜地馬拉咖啡協會（Asociación Nacional del Café，簡稱Anacafé，或譯為安娜咖啡協會）成立於1960，代表瓜地馬拉的所有咖啡生產者。瓜地馬拉咖啡協會由國際咖啡組織的先驅成立，延續1928年瓜地馬拉中央政府成立之中央咖啡處（La Oficina Central del Café）的咖啡產量集中統計工作。
瓜地馬拉咖啡協會設立了瓜地馬拉咖啡品牌，並以"一彩虹的選擇（A Rainbow of Choices）"為口號定義了來自八個不同產地的咖啡。以八個地區分出阿卡特南戈峽谷（Acatenango Valley）、安地瓜咖啡（Antigua Coffee）、傳統阿蒂特蘭（Traditional Atitlan）、雨林科萬（Rainforest Coban）、弗賴哈內斯高原（Fraijanes Plateau）、高地韋韋（Highland Huehue）、新東方（New Oriente）、火山聖馬科斯（Volcanic San Marcos）等八個子品牌。
瓜地馬拉咖啡協會也建立了簡稱為安娜實驗室（Analab）的咖啡實驗室，推廣兒童咖啡宣傳計畫（funcafé），並有出版品"El Cafetal"雜誌。瓜地馬拉咖啡協會代表瓜地馬拉出席國際咖啡組織的會議，並僅從咖啡出口品的相關規費取得資金收入。

## 勞工議題
根據美國勞工部於2013年發表的研究報告指出，瓜地馬拉的部分咖啡生產者仍有使用童工的現象。

## 外部連結
- 维基共享资源上的相關多媒體資源：瓜地馬拉咖啡產業